# Skatt på vinstsparande m.m.
Skatt på vinstsparande m.m. var en punktskatt i Sverige på vinster när en bank eller en sparkassa anordnade lotteri i form av vinstsparande. Skatten var 30 % av vinstvärdet och betalades av den som anordnade lotteriet.
Samma lag reglerade skatten på vinster i vissa tävlingar i tidningar. Skattesatsen var också där 30 %, men skatten skulle inte betalas med högre belopp än att 100 SEK återstod av vinsten.
Lagen avskaffades i samband med att spellagstiftningen reformerades 2019. Spellicensutredningen konstaterade att lagen blivit inaktuell då ingen aktör redovisat skatt enligt den sedan 2007.